# Transzendente Gleichung
In der Mathematik ist eine transzendente Gleichung eine Gleichung in einer Unbekannten, in der die Unbekannte im Argument wenigstens einer transzendenten Funktion vorkommt. Beispiele sind
(1):{\displaystyle \ e^{x}-1=x\ ,\quad } (2):{\displaystyle \ \sin(2x)+\ln x=0\ ,\quad } (3): {\displaystyle \ \sinh(x^{2})\cdot \arccos x=e^{x}-1\ .}
Während man bei der Nullstellenbestimmung eines Polynoms die maximale Anzahl und Lage der Nullstellen abschätzen kann und das Problem bei einer bekannten Lösung durch Polynomdivision reduzieren kann, ist dies bei transzendenten Gleichungen nicht möglich. Zum Beispiel hat die Gleichung {\displaystyle \sin x=0} unendlich viele Lösungen. In der Praxis lässt sich aber meistens durch die jeweilige Problemstellung der Bereich, in dem man Lösungen vermutet, einschränken.
Die Vielfalt transzendenter Funktionen ist sehr groß. Bei praktischen Problemen stößt man allerdings meistens auf Gleichungen, die eine oder mehrere Funktionen der folgenden Art enthalten:
{\displaystyle \sin ,\cos ,\tan ,\exp ,\sinh ,\cosh \ } und deren Umkehrfunktionen.
Da sie auf Taschenrechnern bereitgestellt werden, werden sie hier der Einfachheit halber TTR-Funktionen genannt. Von diesen Standard-Funktionen verschiedene transzendente Funktionen lassen sich oft mit Hilfe einer Potenzreihe beschreiben, z. B. die Si-Funktion.
Man beachte: Wurzelfunktionen sind keine transzendenten Funktionen.

## Einfache Fälle
(1) {\displaystyle \ f(x)=c\ }, wobei {\displaystyle f} eine TTR-Funktion (s. o.) ist
In diesem Fall berechnet man die Lösung mit Hilfe der jeweiligen Umkehrfunktion (auf dem Taschenrechner, oder Computer mit Mathe-Software). Z.B.:
{\displaystyle \ln x^{2}=3\ \to \ x=e^{3/2}}
(2) {\displaystyle \ p(f(x))=0\ }, wobei {\displaystyle p(z)} ein Polynom und {\displaystyle z=f(x)} eine TTR-Funktion ist.
Hier berechnet man zunächst die Nullstellen {\displaystyle z_{1},z_{2},...} des Polynoms (eventuell numerisch) und dann Lösungen der Gleichungen {\displaystyle f(x)=z_{i}} mit Hilfe der Umkehrfunktion von {\displaystyle f}. Z.B.:
{\displaystyle \ (\tan x)^{2}+\tan x-2=0\ \to \ p(z)=z^{2}+z-2=0\ \to \ z_{1}=1,\;z_{2}=-2}
{\displaystyle \ \to \ x_{1}=\tan ^{-1}(1)\;,\quad x_{2}=\tan ^{-1}(-2)\ .}

## Allgemeiner Fall
Der allgemeine Fall
{\displaystyle F_{1}(x)=F_{2}(x)}
lässt sich immer auf die Form
{\displaystyle G(x)=F_{1}(x)-F_{2}(x)=0}
bringen. Die Nullstellen von {\displaystyle G} sind Lösungen der gegebenen Gleichung.
Ist die gegebene Gleichung nicht von einfacher Art, bleibt meist nur der numerische Weg, d. h. man sucht Lösungen mit einem numerischen Näherungsverfahren. Die einfachsten Verfahren sind die Bisektion, Regula falsi und das Newton-Verfahren. Bei diesen Verfahren sind gute Anfangsnäherungen wichtig. Diese lassen sich meistens aus der gegebenen Problemstellung erkennen oder durch eine grafische Darstellung.